# Huaraz
Huaraz – miasto peruwiańskie, stolica regionu Ancash. W roku 2007 na obszarze miasta liczącym 370,03 km² mieszkało 89 891 ludzi.

## Położenie
Miasto znajduje się 450 km na północ od Limy, na wysokości 3052 metrów nad poziomem morza.

## Historia
Życie społeczne na tym terenie koncentrowało się już w XV wieku, przed przybyciem Inków. Dolinę, w której leży miasto, odkrył w styczniu 1533 Hernando Pizarro, podczas swojej podróży do Pachacámac. Miejscowość założył 20 stycznia 1574 roku Alonso de Santoyo. Wielkie trzęsienie ziemi (7,9 stopnia w skali Richtera), które dotknęło Huaraz 31 maja 1970 roku spowodowało śmierć 10 tys. ludzi.

## Sport
Miasto jest siedzibą klubu piłkarskiego Sport Áncash.